# Triguères
Triguères è un comune francese di 1 387 abitanti situato nel dipartimento del Loiret nella regione del Centro-Valle della Loira, bagnato dal fiume Ouanne.

## Toponomastica

### Etimologia diTriguères
Triguères è un nome celtico basato sulla topografia del paese : Tri per « tre » ·  ·  ·  ·  e gwer, gover e gouer, gouer per « torrente », « acqua corrente » o « braccio del fiume ».

## Società

### Evoluzione demografica
Abitanti censiti